# 501 ق م
501 ق م أو 501 قبل الميلاد هي سنة من العقد 50 ق م في التقويم اليولياني البروليبتي (التقويم الميلادي). تسبقها سنة 502 ق م وتليها سنة 500 ق م.

## أحداث
- القرن 5 ق م

## مواليد
- أيروبوس الثاني المقدوني
- آرتميس الأولى
- مايرون
- زنتيب
- أجيس الثاني
- أرخيلاوس الأول المقدوني
- قورش الأصغر
- باوسانياس المقدوني
- بانيني
- زيوكس
- أرغايوس الثاني المقدوني
- كليون
- براسيداس
- سجديانوس
- بارمينيدس
- أحشويروش الثاني
- ليوكيبوس
- بيرديكاس الثاني المقدوني
- نيكياس
- بوليغنوتوس
- تيليسيلا
- إكتينوس
- أرتحششتا الأول

## وفيات
- آرتميس الأولى
- مايرون
- بوليكليتوس
- أناندا
- ليوكيبوس
- جوبارو
- بوليغنوتوس
- ديماراتوس
- ألكمايون الكروتوني

## كتب
- Yves Denis Papin (1998). Chronologie de l'histoire ancienne. Lieu de publication non identifié: Éditions Jean-paul Gisserot. ISBN:2-87747-346-5. OCLC:40746926. مؤرشف من الأصل في 2022-03-16.
- أحمد محمد عوف (2000)، موسوعة حضارة العالم، QID:Q12246226

## وصلات خارجية
- صفحة السنة على موقع onthisday.com
- سنة 501 ق م على موقع المكتبة الوطنية الفرنسية